# Waschberge
Waschberge sind im Steinkohlenbergbau die in der Aufbereitung (Kohlenwäsche) vom Produkt abgetrennten Rückstände, also das nicht als Brennstoff nutzbare Gestein, bergmännisch Berge genannt. 
In der Kohlenwäsche wird der Dichteunterschied zwischen Gestein und Kohle genutzt, um Produkt und Berge in einem Nassverfahren in Setzmaschinen zu trennen. Dies setzt eine gewisse Mindestkorngröße voraus. Unterhalb dieser Korngröße werden Flotationsverfahren angewendet.
Die Waschberge mit einer Korngröße von ca. 2 – 300 mm werden als Dammbaustoff und Verfüllmassen wirtschaftlich genutzt. Dieser Nutzung stehen jedoch unter Umständen Umweltschutzaspekte entgegen, da die Waschberge schwefelhaltig sein können. 
Die nicht wirtschaftlich genutzten Waschberge werden als Versatzberge wieder im Bergwerk eingebaut oder auf Bergehalden als Abfall entsorgt. Die wirtschaftlich kaum nutzbaren Flotationsrückstände werden dem Haldenmaterial zugemischt.